# Comuna Vivsea, Cemerivți
Vivsea (în ucraineană Вівся) este o comună în raionul Cemerivți, regiunea Hmelnîțkîi, Ucraina, formată din satele Lîsohirka și Vivsea (reședința).

## Demografie
Componența lingvistică a comunei Vivsea
     Ucraineană (99,28%)
     Alte limbi (0,62%)
Conform recensământului din 2001, majoritatea populației comunei Vivsea era vorbitoare de ucraineană (99,28%), existând în minoritate și vorbitori de alte limbi.